# Adèle Kindt
Adèle Kindt (* 16. Dezember 1804 in Brüssel; † 1884 in Schaerbeek) war eine belgische Historien- und Porträtmalerin.

## Leben
Marie Adélaïde Kindt wurde am 16. Dezember 1804 als Tochter von Charles Kindt und Marie Anne Buttos in Brüssel geboren. Der ersten Unterricht erhielt sie von Sophie Frémiet, einer Schülerin von  Jacques Louis David. 1828 trat sie in das Atelier von François Joseph Navez ein. Ein erster Preis wurde ihr für das Bild Abschied Egmonts von seiner Frau verliehen. 1827 wurde sie Mitglied der Koninklijke Vlaamse Academie van België voor Wetenschappen en Kunsten in Brüssel und 1835  in Gent. Adèle Kindt, die schon seit den 1850er Jahren in Schaerbeek gelebt hatte, starb hier 1884.

## Werke (Auswahl)

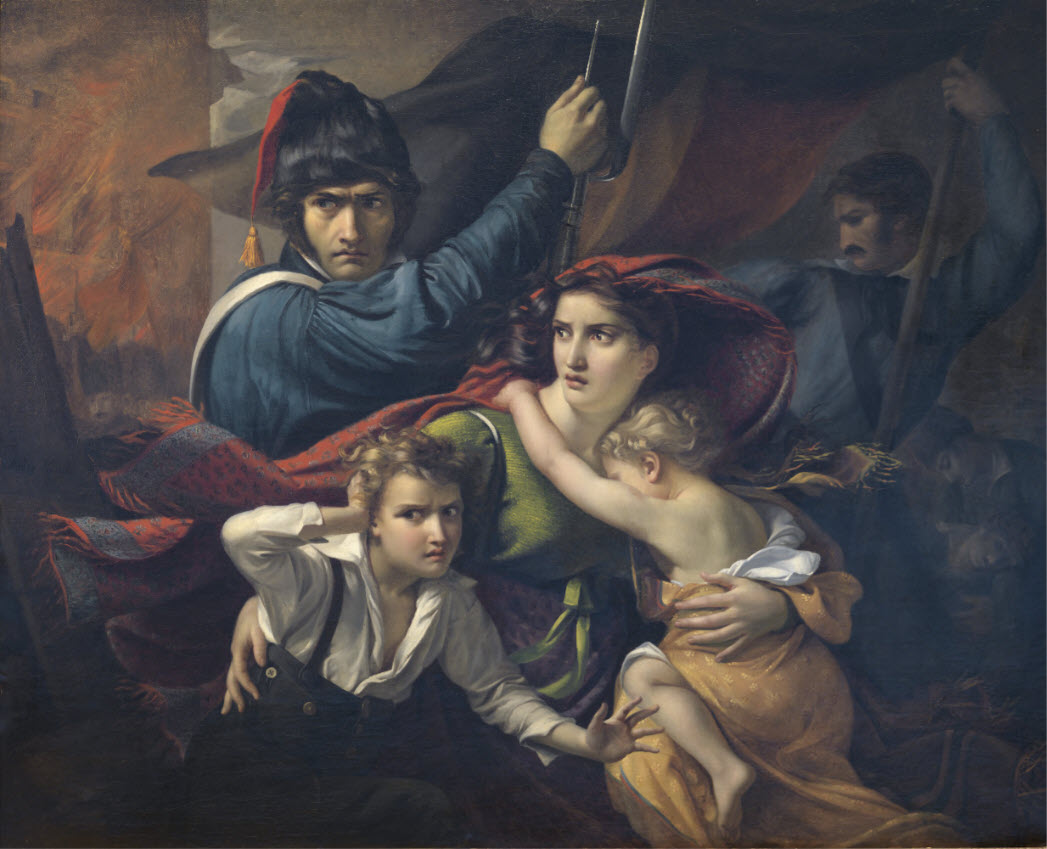
La révolution de 1830
(Öl auf Leinwand)

- Porträt von Professor Auguste Baron (1826) im Koninklijke Musea voor Schone Kunsten van België[1]
- Egmont nimmt Abschied von seiner Frau und überreicht einen Brief von Philipp II. an den Bischof von Ieper (1826)[2]
- Szene aus dem Leben Melanchthons
- Elisabeth von England spricht das Todesurteil über Maria Stuart
- Blumenmädchen
- Glücklicher als ein König